# 老山自転車館
老山自転車館（ろうさんじてんしゃかん、中: 老山自行车馆）は、北京市の石景山区にある自転車競技場。2008年の五輪・パラの自転車競技で使用された。

## 概要
2005年10月30日に起工。杮落としは2007年12月の好運北京（UCIトラックワールドカップクラシックス）。バンクは1周250mでUCIの設計基準を満たしている。建物の設計は広東省建築設計研究院と中国航太建築設計研究院の共同設計、バンクはドイツのシュールマン設計事務所が担当。建築面積は32920平方メートル、客席数は9000名である。